# Игор Первић
Игор Первић (Београд, 29. октобар 1967 — Београд, 23. април 2019) био је југословенски и српски глумац.
Поред бављења глумом, био је певач рок групе Дух Нибор. Његови родитељи су Лидија Пилипенко и Мухарем Первић. Његова партнерка била је глумица Јована Петровић. Преминуо је 23. априла 2019. године од рака јетре.

## Филмографија
| Год.       | Назив                                   | Улога                         |
| ---------- | --------------------------------------- | ----------------------------- |
| 1970-е     |                                         |                               |
| 1974.      | Породични оркестар (ТВ)                 |                               |
| 1975.      | Нора (ТВ)                               |                               |
| 1977.      | Анчика Думас (ТВ)                       | дете                          |
| 1980-е     |                                         |                               |
| 1985.      | Случај Лазе Костића (ТВ)                | Млади Лаза Костић             |
| 1984-1986. | Формула 1 (ТВ серија)                   |                               |
| 1986.      | Црна Марија                             | Гаги                          |
| 1986.      | Сиви дом (серија)                       | Рале                          |
| 1987.      | Waitapu                                 | путник                        |
| 1988.      | Вук Караџић (ТВ серија)                 |                               |
| 1989.      | Рањеник (ТВ серија)                     | Никола                        |
| 1989.      | Другарица министарка (ТВ серија)        | Чеда                          |
| 1989.      | Иза врата 3 (италијанско-амерички филм) |                               |
| 1990-е     |                                         |                               |
| 1990.      | Јастук гроба мог (мини- ТВ серија)      | Јеремија Гагић                |
| 1990.      | Свето место                             | Марко Богослов                |
| 1991.      | Ноћ у кући моје мајке                   | Борко                         |
| 1991.      | Мој брат Алекса                         | Осман Ђикић                   |
| 1992.      | Црни бомбардер                          | Кира                          |
| 1992.      | Велика фрка                             | Миле Делирко                  |
| 1992.      | Алекса Шантић (ТВ серија)               | Осман Ђикић                   |
| 1993.      | Суза и њене сестре (ТВ)                 | Дејан                         |
| 1995.      | Девојка из кабриолета (кратки филм)     |                               |
| 1995.      | Крај династије Обреновић (ТВ серија)    | поручник Велимир Вемић        |
| 1998.      | Лајање на звезде                        | Михајлов брат                 |
| 1998.      | Буре барута                             | момак који доноси бурек       |
| 1999.      | Пролеће у Лимасолу (ТВ)                 | Вањин муж                     |
| 2000-е     |                                         |                               |
| 2000.      | А сад адио (ТВ)                         | гост у кафани                 |
| 2001.      | Све је за људе                          | Вијор                         |
| 2003.      | Лисице (ТВ серија)                      | зубар                         |
| 2004.      | Трагом Карађорђа (ТВ серија)            | Васа Чарапић                  |
| 2007.      | Вратиће се роде (ТВ серија)             | Лепи                          |
| 2008.      | Љубав и други злочини                   | бивши дечко                   |
| 2006-2008. | Сељаци (ТВ серија)                      | Вијор                         |
| 2008.      | Горки плодови (ТВ серија)               | Кум на свадби                 |
| 2009.      | Неки чудни људи (ТВ серија)             | Милош Протић                  |
| 2010-е     |                                         |                               |
| 2009-2010. | Мој рођак са села (ТВ серија)           | Борис                         |
| 2011.      | Цват липе на Балкану (ТВ серија)        | судија                        |
| 2012.      | Кад сване дан                           |                               |
| 2013.      | Доба Дунђерских                         | Лаза Костић                   |
| 2014.      | Кад љубав закасни                       | Љиљанин отац                  |
| 2014.      | Самац у браку (ТВ серија)               | Љиљанин отац                  |
| 2013-2015. | Звездара (ТВ серија)                    | Анђин брат Тола               |
| 2016.      | Santa Maria della Salute (филм)         | Миша Димитријевић             |
| 2017.      | Santa Maria della Salute (ТВ серија)    | Миша Димитријевић             |
| 2017.      | Проклети пас                            | инспектор                     |
| 2017.      | Немањићи — рађање краљевине             | Исак II Анђео                 |
| 2018.      | Ургентни центар (ТВ серија)             | господин Васић                |
| 2018—2019. | Жигосани у рекету                       | директор Ратко                |
| 2019.      | Шифра Деспот                            | директор Ратко/начелник Савић |

## Фестивали
Београдско пролеће, Београд:
- Трагови нестају, '91